# アカネ (ゲーム)
『アカネ』（Akane）は、ブラジルのインディーゲームスタジオLudic Studiosが開発し2018年9月10日に発売されたアクションゲーム。

## 概要
2121年のサイバーパンクな都市・メガ東京を舞台に、日本刀と銃を携えた女性・アカネの戦いが描かれる。道場師範のイシカワから指導を受け様々な技を会得したアカネは、復讐の相手の男・カツローや手下のヤクザたちとの対決に臨む。
開発陣は以前からサムライゲームのアイデアについて構想していたが、最終的に、サイバーパンク映画『ブレードランナー』と古典的なサムライ映画の影響を反映させた「サイバーパンクサムライ」をテーマに据えることになった。その後に開催されたゲームジャム「Ludum Dare 39」において、このアイデアを用いたゲームソフト『Saigo's Ultimate Battle』を開発したところ好評を得たため、そこからさらに開発が進められた。

## システム
プレイ中の画面はトップビューで表示される。舞台となるステージは1種類のみで、スタート地点はランダム。スタート後に四方から次々と現れる敵に対し、近接攻撃や敵の銃撃からの防御を行う日本刀と遠距離攻撃を行う銃で迎撃する。敵を100体倒すごとにボスキャラクターのカツローが登場し、これを撃破すると再び敵の集団が襲撃し始める。プレイヤー側のライフは存在せず、敵の攻撃を1度受けた時点で即ゲームオーバーとなる。
敵を倒すごとに画面下のゲージ「アドレナリンメーター」が上昇し、短時間に連続で倒すと発生するコンボ状態ではより多く上昇する。ゲージは3ブロックあり、これを消費して必殺技を発動できる。必殺技は、1ブロックを消費して指定方向の一直線上の敵を倒す「ドラゴンスラッシュ」と3ブロックを消費して画面上の敵を全滅させる「ドラゴンスレイヤー」の2種類がある。
日本刀、銃、ブーツなどの装備アイテムは、あらかじめ指定された目標を達成するごとに新たなものが追加される。

## 評価
- SBGames 2018 「Melhor Jogo（最優秀ゲーム）」「Melhor Visual（最優秀ビジュアル）」「Melhor Som（最優秀音楽）」ノミネート[2]